# Gérard Croce
Pour les articles homonymes, voir Croce.
Gérard Croce est un acteur, producteur, assistant réalisateur et scénariste français né le 6 février 1946.

## Biographie
Il a notamment travaillé avec Max Pécas, où il apparait dans un grand nombre de ses films, mais c'est avec Les Charlots qu'il s'est fait connaître du grand public au début des années 1970, avec ses rôles dans Les Fous du stade et Les Charlots font l'Espagne. En 1971, il est le seul acteur du court-métrage "Techniquement si simple" de René Vautier.
Son meilleur rôle au cinéma reste celui de l'épicier vicieux Maigrat dans le film Germinal de Claude Berri, un grand rôle de composition.
En tant que producteur, il a notamment produit la série Léa Parker et coproduit la série Sydney Fox, l'aventurière.

## Filmographie

### Cinéma
- 1963 : Kriss Romani de Jean Schmidt : un garde de Pilate
- 1965 : Le Caïd de Champignol de Jean Bastia : un consommateur
- 1967 : Les Arnaud de Léo Joannon : Fafa
- 1969 : Les Racines du mal de Maurice Cam
- 1969 : Aux frais de la princesse de Roland Quignon : Bidendum
- 1969 : Heureux qui comme Ulysse de Henri Colpi : le garçon de café
- 1969 : Poussez pas grand-père dans les cactus de Jean-Claude Dague : le patron du cabaret
- 1970 : Les voisins n'aiment pas la musique de Jacques Fansten (court métrage)
- 1970 : Coup de feu de Didier Baussy (court métrage)
- 1971 : La Grande Maffia de Philippe Clair : un gangster
- 1971 : Les Bidasses en folie de Claude Zidi : un soldat de la caserne
- 1971 : Raphaël ou le Débauché de Michel Deville : Le cavalier d'Émilie
- 1972 : Les Charlots font l'Espagne de Jean Girault : Bouboule
- 1972 : Les Fous du stade de Claude Zidi : Lucien
- 1972 : Les Habits neufs du grand-duc de Jean Canolle : le ministre des finances
- 1973 : Je sais rien, mais je dirai tout de Pierre Richard : un agent du commissariat
- 1974 : Nuits rouges de Georges Franju : La Futaille
- 1975 : Le Boucher, la Star et l'Orpheline de Jérôme Savary : Henri, le boucher
- 1975 : Le Cigalon de Georges Folgoas : le gendarme
- 1977 : Blue Jeans (Du beurre aux Allemands) de Hugues Burin des Roziers : M. Lavigier
- 1978 : Chaussette surprise de Jean-François Davy : l'homme au téléphone
- 1978 : Les Bidasses en vadrouille de Christian Caza et Michel Ardan : le gendarme Crochet
- 1978 : Molière de Ariane Mnouchkine : le lieutenant de police Nèfle
- 1978 : Vas-y maman de Nicole de Buron : Le buraliste
- 1979 : Les Borsalini de Michel Nerval
- 1980 : Touch' pas à mon biniou de Bernard Launois : Gus
- 1980 : Les Séducteurs - segment : La Méthode française d'Édouard Molinaro : Cazaux
- 1980 : Mieux vaut être riche et bien portant que fauché et mal foutu de Max Pécas : maître Lanzac
- 1981 : Belles, blondes et bronzées de Max Pécas : un client de l'hôtel
- 1981 : Ça va faire mal ! de Jean-François Davy : Monsieur Bouboule
- 1981 : Le Guépiot  de Joska Pilissy : Le curé
- 1981 : Les Folies d'Élodie de André Génovès : le prêtre
- 1982 : Salut, j'arrive de Gérard Poteau : le client casse pied au restaurant
- 1983 : Éducation anglaise de Jean-Claude Roy : le détective
- 1983 : Les Branchés à Saint-Tropez de Max Pécas : l'inspecteur
- 1983 : Mesrine de André Génovès  : un policier
- 1983 : Y a-t-il un pirate sur l'antenne ? de Jean-Claude Roy : un candidat au jeu de devinettes
- 1985 : Astérix et la Surprise de César de Gaëtan et Paul Brizzi (voix française)
- 1985 : Paulette, la pauvre petite milliardaire de Claude Confortès : un escroc
- 1986 : Astérix chez les Bretons de Pino Van Lamsweerde :  le voleur de vin
- 1986 : Deux enfoirés à Saint-Tropez de Max Pécas : Fred
- 1986 : États d'âme de Jacques Fansten : l'huissier
- 1987 : Le Cri du hibou de Claude Chabrol : un flic
- 1989 : Astérix et le Coup du menhir de Philippe Grimond : décurion (voix française)
- 1990 : La Fracture du myocarde de Jacques Fansten : le juge
- 1992 : Roulez jeunesse ! de Jacques Fansten : l'éducateur
- 1993 : Germinal de Claude Berri : Maigrat, l'épicier vicieux
- 1993 : Justinien Trouvé ou le Bâtard de Dieu de Christian Fechner
- 1996 : C'est pour la bonne cause de Jacques Fansten : Didier

### Télévision
- 1968 : Les Demoiselles de Suresnes (série TV) : Gérard
- 1973 : L'Homme sans visage (mini-série) (mini-série TV) : La Futaille
- 1975 : Les Compagnons d'Eleusis de Claude Grinberg : Le locataire
- 1973/1977/1978 : Au théâtre ce soir - Émission filmée au Théâtre Marigny : 
  - 1973 : Les Quatre Vérités de Marcel Aymé, mise en scène René Clermont, réalisation Georges Folgoas  : Le facteur
  - 1977 :Les Petits Oiseaux d'Eugène Labiche, mise en scène René Dupuy, réalisation Pierre Sabbagh : Mizabran
  - 1978 : Oï Peppina ! de Jean Canolle, mise en scène André Nader, réalisation Pierre Sabbagh : Jean de la Marc
- 1978 : Les Enquêtes du commissaire Maigret, épisode : Maigret et le tueur de Marcel Cravenne
- 1980 : Petit déjeuner compris (feuilleton en 6 épisodes de 52 min) de Michel Berny
- 1980 : Caméra une première - épisode : Je dors comme un bébé de Jacques Fansten
- 1980 : Opération Trafics - 5 épisodes  (série TV) : l'inspecteur Marquis
  - T.I.R.
  - W comme Watteau
  - La sainte famille
  - La bataille de l'or
  - Procédure exceptionnelle
- 1981 : Nous te mari-e-rons de Jacques Fansten : L'organisateur de la foire
- 1982 : Après tout ce qu'on a fait pour toi, téléfilm de Jacques Fansten : l'employé des PV
- 1983 : Dorothée, danseuse de corde, téléfilm de Jacques Fansten : M. Martin
- 1997 : Le Dernier Été, téléfilm de Claude Goretta : L'homme ministère PTT
- 1999 : Sur quel pied danser ?, téléfilm  de Jacques Fansten : l'homme qui fait la manche
- 2003 : Maigret - téléfilm : Un échec de Maigret de Jacques Fansten
- 2009 : L'Amour vache, téléfilm de Christophe Douchand : Patrice
- 2009 : Les Frileux, téléfilm de Jacques Fansten : le patron de l'hôtel
- 2011 : La République des enfants, téléfilm de Jacques Fansten : le maire
- 2013 : Pourquoi personne me croit ?, téléfilm de Jacques Fansten : Berrigo

## Théâtre
- 1973 : Les Quatre Vérités de Marcel Aymé, mise en scène René Clermont,  Théâtre des Variétés